# Gita (Bulgarije)
Gita (Bulgaars: Гита) is een dorp in Bulgarije. Het dorp is gelegen in de gemeente Tsjirpan, oblast Stara Zagora. Het dorp ligt 28 km ten zuidwesten van Stara Zagora en 183 kilometer ten zuidoosten van Sofia.

## Bevolking
Op 31 december 2020 telde het dorp Gita 727 inwoners, een lichte stijging ten opzichte van 669 inwoners in 2011. Het aantal inwoners vertoonde echter tientallen jaren een dalende trend: in 1946 woonden er nog 2.008 mensen in het dorp.
| Bevolkingsontwikkeling tussen 1934 en 2020          |
| --------------------------------------------------- |
|                                                     |
| Bron: Nationaal Statistisch Instituut van Bulgarije |

In het dorp wonen grotendeels etnische Bulgaren. In de optionele volkstelling van 2011 identificeerden 580 van de 667 respondenten zichzelf als etnische Bulgaren, oftewel 87% van de bevolking. De rest van de bevolking bestond vooral uit etnische Roma (62 personen) of Turken (18 personen).
| Etnische samenstelling van de respondenten (2011) | Etnische samenstelling van de respondenten (2011) | Etnische samenstelling van de respondenten (2011) | Etnische samenstelling van de respondenten (2011) | Etnische samenstelling van de respondenten (2011) |
| ------------------------------------------------- | ------------------------------------------------- | ------------------------------------------------- | ------------------------------------------------- | ------------------------------------------------- |
|                                                   |                                                   |                                                   |                                                   |                                                   |
| Bulgaren                                          | Bulgaren                                          |                                                   | 87,0%                                             | 87,0%                                             |
| Turken                                            | Turken                                            |                                                   | 2,7%                                              | 2,7%                                              |
| Roma                                              | Roma                                              |                                                   | 9,3%                                              | 9,3%                                              |
| Anders/Onbekend                                   | Anders/Onbekend                                   |                                                   | 1,0%                                              | 1,0%                                              |